# Рассольная (деревня)
Рассольная — деревня в Пермском районе Пермского края. Входит в состав Двуреченского сельского поселения.

## Географическое положение
Расположена на берегах реки Рассольная (приток Сыры) примерно в 28 км к юго-востоку от административного центра поселения — села Ферма, и в 38 км к юго-востоку от центра города Перми.

## Население
| 2010 |
| ---- |
| 29   |

## Улицы[3]
- Заречная ул.
- Центральная ул.
- Шардинская ул.